# Gigantothermie

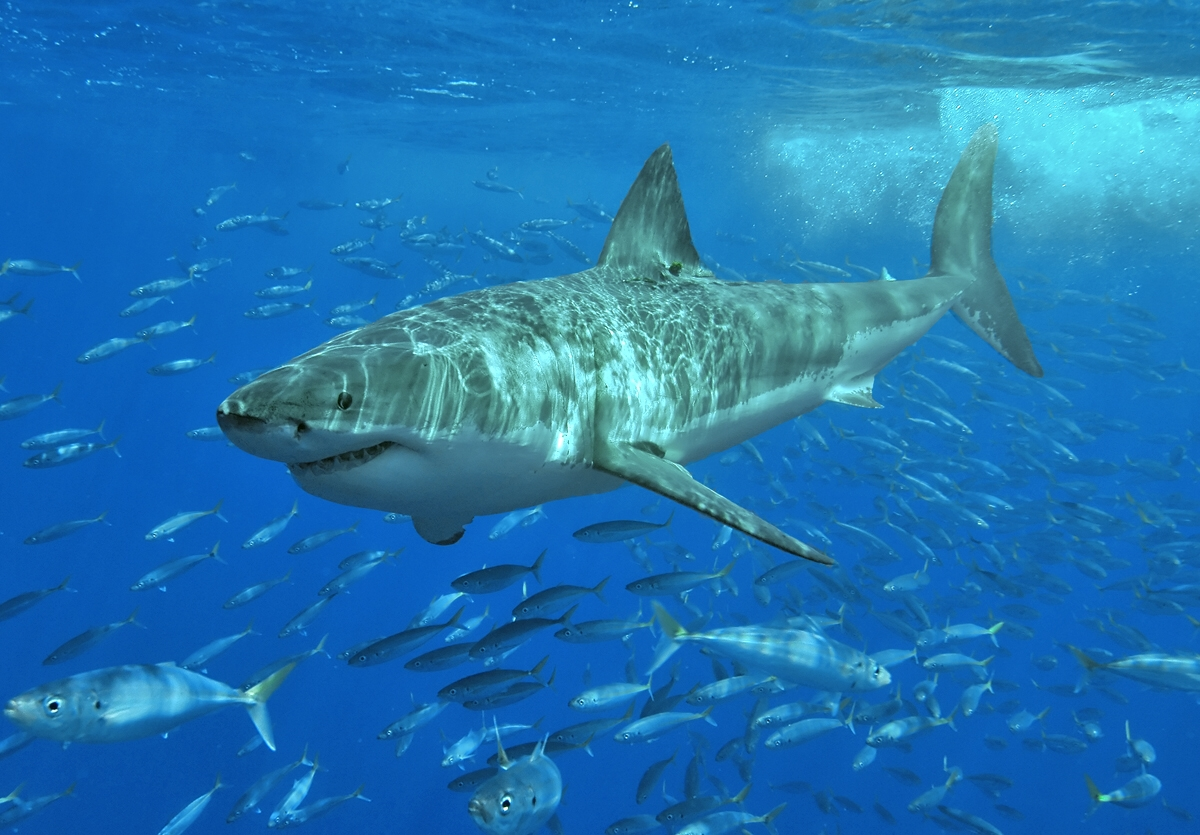
Carcharodon carcharias, le grand requin blanc, est un animal gigantotherme.

La gigantothermie (parfois appelée homéothermie ectotherme) est un phénomène rencontré en biologie et en paléontologie qui fait que de volumineux animaux ectothermes dans un environnement froid sont plus facilement en mesure de maintenir la température de leur corps constante et élevée que les petits animaux en raison de leur rapport volume/surface supérieur. Un grand et gros animal a, proportionnellement, une surface corporelle moins grande en contact avec le milieu extérieur qu'un animal de petite taille de forme similaire et les gains ou les pertes en chaleur se font donc beaucoup plus lentement.
Ce phénomène est important dans la biologie de la mégafaune ectotherme, comme les tortues de grande taille (notamment la tortue luth), et les anciens reptiles aquatiques comme les ichtyosaures et les mosasaures. On le retrouve également chez certains grands poissons comme le grand requin blanc. Les animaux gigantothermes, qui sont des animaux ectothermes, ont généralement une température corporelle et un métabolisme similaire à celui des endothermes.

## Histoire évolutive
L'extinction Crétacé-Tertiaire il y a 66 millions d'années provoque un remaniement complet des faunes mondiales, caractérisé notamment par la disparition des dinosaures non aviens et l'explosion radiative des mammifères placentaires. Certains de ces mammifères retournent alors dans le milieu marin il y a environ 50 millions d’années. La conquête de ce milieu s'accomplit grâce à de multiples adaptations, notamment au niveau de la thermorégulation par limitation des déperditions de chaleur grâce à un système d'échange à contre-courant ou par une meilleure isolation grâce au développement d’un pelage très épais ou au développement d’une épaisse couche de graisse sous-cutanée voire les deux.
Les chercheurs ont longtemps pensé que le milieu aquatique, permettant de s'affranchir des contraintes de la gravité, n'imposait aucune limite au gigantisme, la course au gigantisme favorisant les animaux les plus gros par rapport à leurs rivaux quant à l'accouplement ou l'accès à la nourriture. Si la taille minimale des mammifères aquatiques est en effet 1 000 fois plus grande que celle des plus petits mammifères terrestres, la taille maximale n’est que 25 fois plus grande. Le milieu marin impose en fait des pressions sélectives plus fortes que le milieu terrestre. Le contrôle de la taille résulte, selon le principe d'allocation des ressources, d'un compromis évolutif entre obtenir suffisamment de nourriture et produire suffisamment de chaleur corporelle pour conserver l'homéothermie.